# Monitorování fyzické aktivity

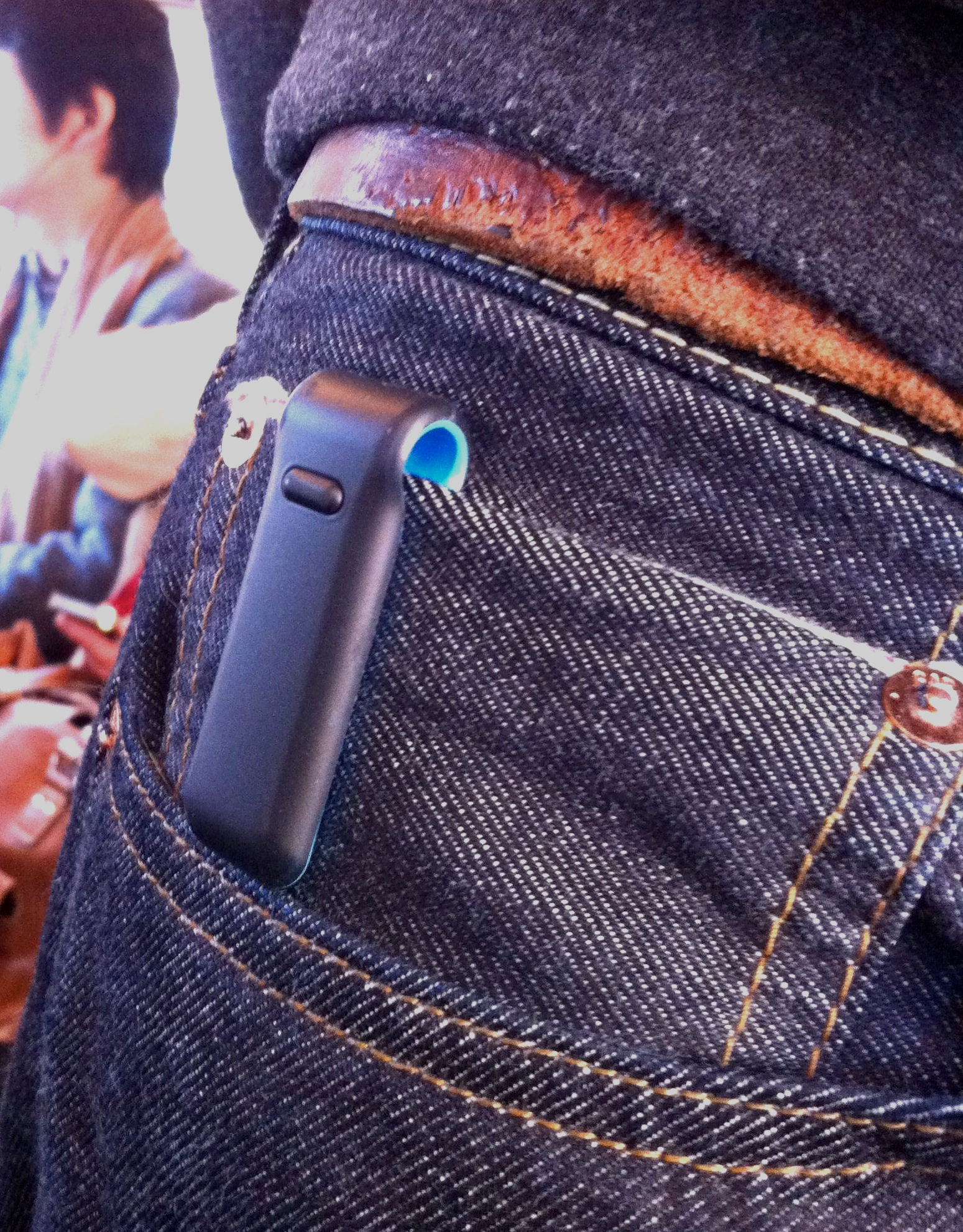
Příklad zařízení pro monitorování fyzické aktivity (zavěšeno na oděvu)

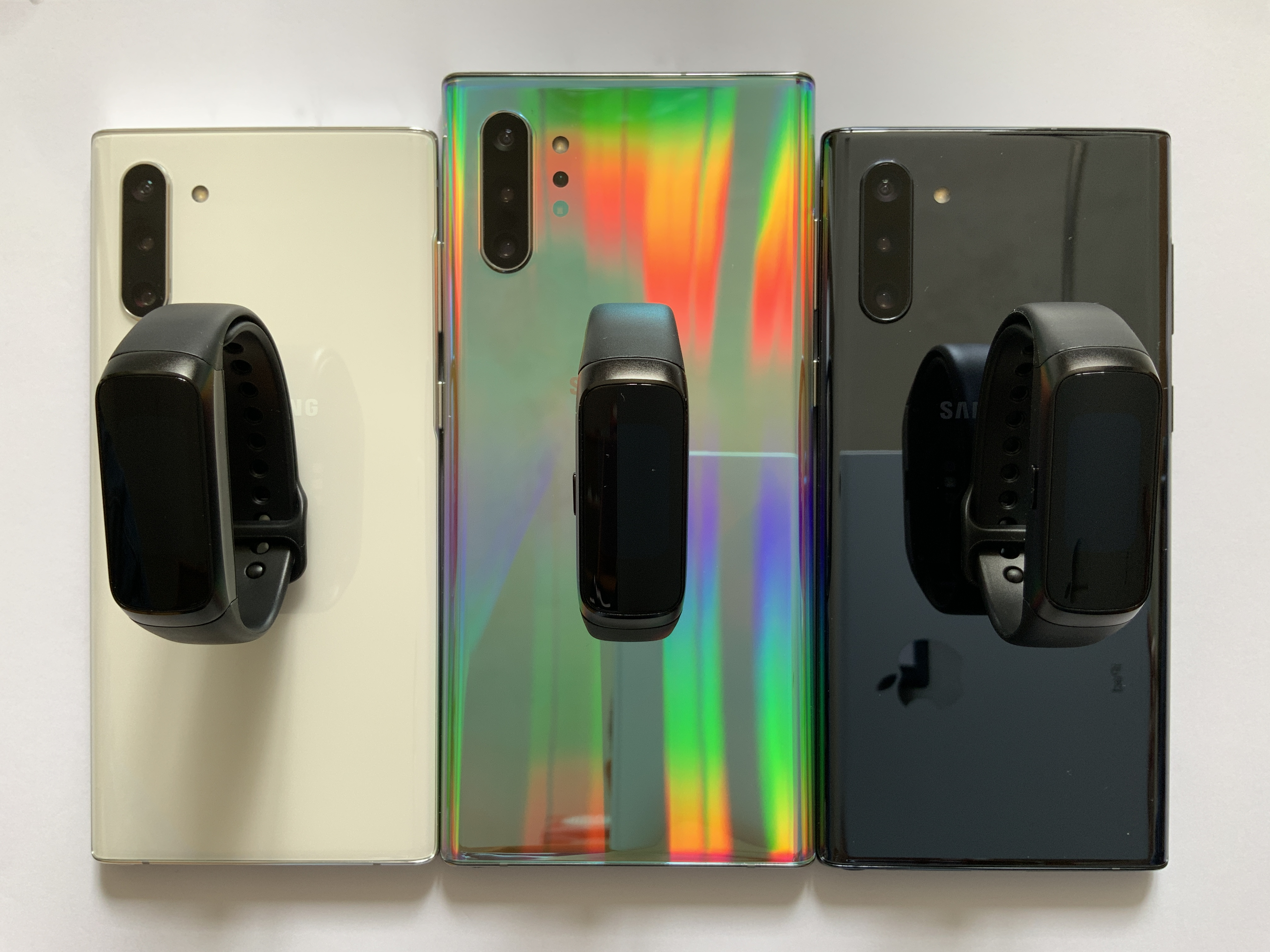
Příklady zařízení pro monitorování fyzické aktivity (náramky na ruce)

Monitorování fyzické aktivity (sportující osoby) provádí zařízení nebo aplikace pro monitorování a sledování parametrů, které souvisí s fyzickou zdatností osoby, která nosí příslušné zařízení. Sledované parametry jsou např.:
- vzdálenost, kterou osoba ušla/uběhla (kroky, kilometry);
- spotřebované kalorie (kcal);
- tepová frekvence (srdeční tep),
- relaxační aktivita (relaxační dýchání),
- sledování spánku atp.

## Historie monitorování sportovních aktivit

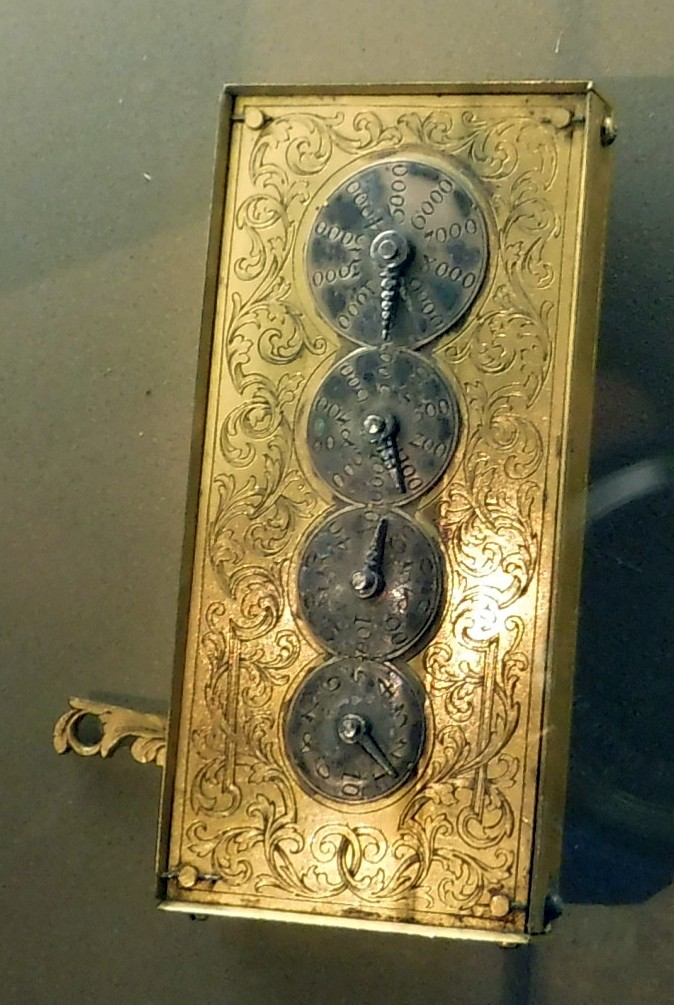
Krokoměr z Muzea fotografií (Augsburg, 1730)

Historii monitorování fyzické aktivity (sportovců) lze vyjádřit následujícími letopočty:
- 1730: pozlacený krokoměr (viz obrázek),
- 1981: monitory tepové frekvence,
- 1990: bike computer, zařízení pro sledování jízdy na bicyklu:
  - rychlost jízdy,
  - doba jízdy,
  - ujetá vzdálenost atp,
- 2000: spotřební elektronika nabízí obdobná zařízení,
- 2010: nositelná elektronika se používá pro monitorování, sledování a zaznamenávání fyzické aktivity.

Taková zařízení se nazývají např.:
- smart watch (chytré hodinky),
- smart band (chytré náramky),
- activity tracker (sledovač aktivity),
- fitness tracker (sledovač fyzické kondice).

Chytrý telefon (smartphone) může být bezdrátově (technologií bluetooth) synchronizován s tímto zařízením.

## Monitorování zdravotního stavu pacienta/sportovce
Pro sledování zdravotního stavu pacienta se používá více parametrů než pro pouhé sledování fyzických aktivit. Zdravotní stav sleduje monitor životních funkcí, který zahrnuje příslušné senzory, případně vhodný displej a komunikační zařízení, V případě telemedicíny mohou být senzory implantovány pod kůži pacienta a sledování a záznam stavu zajišťuje např. smartphone s příslušnou aplikací.